# 1-я Тифлисская мужская гимназия
Тифлисская гимназия была создана на базе благородного училища, основанного в 1804 году. Позже стала 1-й Тифлисской мужской гимназией. В гимназии готовились студенты, которые по квотам поступали в высшие учебные заведения Российской империи 
В 1924 году гимназия стала средней школой.

## История
В 1827 году А. С. Грибоедов составил «Сведения относительно Тифлисского благородного училища», предоставленные ему тогдашним директором училища, в которых указано, что по высочайше утверждённому 8 августа 1803 года проекту князем Павлом Дмитриевичем Цициановым было учреждено в Тифлисе 21 мая 1804 года Благородное училище для обучения российскому и грузинскому языкам. В 1807 году, кроме установленных наук, было введено ещё изучение немецкого и латинского языков. Кроме того, окончившие курс получали право поступить на казённое содержание в Московский университетский благородный пансион для продолжения обучения.
В 1818 году в училище было от 50 до 60 учеников. В 1819 году была создана училищная библиотека.
26 лет Тифлисское благородное училище было единственной светской школой в Грузии. В это время здесь учились Соломон Додашвили и Дмитрий Кипиани, Георгий Эристави.
При создании в 1830 году гимназии при ней был открыт пансион, а позже создано общество для оказания пособий ученикам гимназии.

## Организация обучения
В 1820 году в благородном училище преподавались: Закон Божий, русский, грузинский, тюркский (азербайджанский), армянский, латинский и немецкий языки, арифметика, алгебра, геометрия, мировая история России и Грузии, общая география, рисование и живопись.
С самого создания гимназия была прекрасно обеспечена учебниками и внеклассной литературой. Гимназическая библиотека была предметом особой заботы членов Совета директоров. Книжный фонд в середине 80-х годов XIX века составлял 15766 экземпляров. Большое количество книг было на иностранных языках; гимназия имела прямую связь с торговой книжной фирмой в Лейпциге. Учащиеся готовили спектакли на иностранных языках; имелся свой собственный оркестр, сформированный из учащихся старших классов. В 1850 году на сцене гимназии впервые была показана пьеса основателя грузинского театра Георгия Эристави «Раздел».
Кроме общеобразовательных предметов, в гимназии были уроки музыки и танцев, гимнастики и фехтования; служили православный и армяно-григорианский священники, римско-католический и лютеранский пасторы, иудейский и магометанский законоучители.
В гимназии могли получать знания все желающие, однако количество учащихся ограничивалось высокой оплатой и требованием хорошего знания ими русского языка.
В 1901 году общее число учащихся — 890; из них: русские — 358, грузины — 178, армяне — 239, азербайджанцы — 37, евреи — 38, других национальностей — 40.
В 1906 году в гимназии обучалось уже 918 учеников, в 1913 году — 890 учеников.

### Подготовка к поступлению в высшие учебные заведения
В Тифлиской гимназии готовились студенты, которые по квотам поступали в высшие учебные заведения Российской империи. Так, согласно «Кавказскому календарю» за 1846 год, ежегодно по 5 выпускников Тифлисской гимназии за счет государства поступало в «Императорское училище», «Московский армянский гг. Лазаревых институт» и на отделение восточных языков Санкт-Петербургского университета. В то же время в «Институт путей сообщения» поступало 3 выпускника, в Строительное училище-6, в «константиновский межевой институт»- 15 и на медицинский факультет Московского университета — 10 человек

## Здание
Гимназическое здание, возведённое в 1825—1831 годах в центре города, на бывшей Царской площади, по проекту А. И. Мельникова не составило резкого противоречия с характером окружающей застройки, поскольку в Тифлисе к 1830-м годам уже были построены отдельные здания в стиле классицизма с колоннами, замковыми камнями, арками. Здание гимназии сохранилось в значительно перестроенном виде.
Первоначальный проект гимназии, составленный на месте инженер-поручиком Лихаревым, предусматривал строительство трёх двухэтажных зданий, расположенных параллельно на участке в форме неправильной трапеции. Боковые стороны участка должны были занять хозяйственные постройки. Мельников в отличие от Лихарева проектирует одно трёхэтажное здание гимназии, умело совмещая в нём все основные виды помещений, необходимые для потребностей заведения. Дворовая часть была разделена на два боковых двора и центральный «чистый» двор, проход из которого вёл в сад. Гимназия включала в себя и пансионат для части учеников. Эта особенность и была положена в основу функциональной группировки внутренних помещений. Обширный цокольный этаж был отведён для обслуживающего персонала, пекарни и кладовых. Первый этаж, кроме парадного вестибюля, содержал канцелярские комнаты, кухню, столовую, книжную лавку и другие помещения. Второй этаж был предназначен для учебных целей. В центре его со стороны лицевого фасада, соответственно положению портика, располагался актовый зал, по другую сторону коридора размещались классные комнаты. Третий этаж был отведён под спальни учеников и другие второстепенные помещения. Лестничная площадка на третьем этаже была оформлена пилястрами и строгими лепными украшениями. Коридоры освещались большими трёхчастными окнами в торцах, причём на втором, учебном, этаже окна увеличены полуциркульными завершениями..

## Выпускники
В числе выпускников гимназии были:
1838
- Михаил Сумбатов

1865
- Фатали-бек Султанов

1866
- Георгий Гамбаров

1876
- Владимир Немирович-Данченко (серебряная медаль)

1884
- Александр Хаханашвили (золотая медаль)
- Алимардан-бек Топчибашев
- Михаил Шателен (золотая медаль)

1887
- Михаил Пападжанов

1888
- Овсеп Атабекянц

1890
- Григорий Горбунов
- Василий Степанов

1892
- Арчил Джорджадзе

1894
- Александр Сипягин

1896
- Карапет Агаджанянц (серебряная медаль)
- Иван Ермаков
- Михаил Кониашвили

1901
- Евгений Кагаров (золотая медаль)

1902
- Лев Галлер (золотая медаль)

1903
- Леон Оганесян

1907
- Яков Давтян
- Иван Лордкипанидзе

В гимназии также учились Дмитрий и Николай Гумилёвы (1900—1903) (братья сначала поступили учиться во 2-ю Тифлисскую гимназию и очень скоро перешли в 1-ю).
См. также: Выпускники 1-й Тифлисской мужской гимназии

## Директора
- 1841—1843, 1847—1849: Иван Васильевич Росковшенко
- 1843—1847: Иван Григорьевич Кулжинский
- 1849—1860: Карл Леонтьевич Чермак
- 1861—1862: Николай Тимофеевич Дементьев
- 1864—1868: Феодосий Дмитриевич Илляшенко
- 1868—1874: Владимир Иванович Желиховский[10]
- 1874—1902: Лев Львович Марков[11]
- 1902—1905: Евгений Фёдорович Нюблинг[12]
- 01.09.1905—1911: Иван Евдокимовмч Гамкрелидзе
- 01.02.1911—1911: Герман Германович Генкель
- 01.08.1911—1915: Леонард Иванович Зубалов
- 01.05.1915—1921: Яков Соломонович Гуладзе[13]

## Преподаватели
- Мирза Фатали Ахундов (азербайджанский язык)
- Иван Иванович Восторгов (законоучитель, с августа 1898)
- Карл Фёдорович Ган (греческий и немецкий языки; с 1874)
- Леонард Петрович Загурский (история и география; с 1850)
- Михаил Андреевич Зданевич (в 1880-е годы — учитель французского языка; автор учебных пособий)[14].
- Иван Иванович Кереселидзе (русский язык и литература)
- Александр Ильич Лилов (русская словесность; 1867—1868)
- Мирза Шафи Вазех (азербайджанский и персидский языки)
- Иоаким Константинович Романов (Закон Божий)
- Николай Васильевич Склифосовский (рисование)
- Пётр Иосифович Умиков (Грузинский язык)
- Николай Фёдорович Фокков (латинский язык; 1868—1870)
- Ходорович, Феликс Игнатьевич (с 1870)
- Ольга Александровна Гурамишвили (русский язык, 1878—1881)[15]
- И. А. Шестаков[16]
- Виктор Антонович Мартыновский (в 1870-е годы — учитель словесности; в 1886—1890 годы — инспектор)[17]